# Padres fundadores de la Unión Europea
Los padres fundadores de la Unión Europea son un grupo de ocho políticos europeos —activos en la posguerra de la Segunda Guerra Mundial— considerados oficialmente como los principales impulsores de la integración europea en sus inicios durante la década de 1950. Sin embargo, varias han sido las personas que han participado en la construcción de las Comunidades Europeas, primero, y de la Unión Europea (UE), después, a partir de la llamada Declaración Schuman de 1950. Algunas de estas personas han jugado un papel destacado en la vida de sus propios países de origen, papel que incluso puede ser más significativo que el que han representado en el seno de la Unión.
La Comisión Europea (CE) oficialmente considera como tales a Konrad Adenauer, Jean Monnet, Winston Churchill, Robert Schuman, Alcide de Gasperi, Paul-Henri Spaak, Walter Hallstein y Altiero Spinelli.

### Winston Churchill

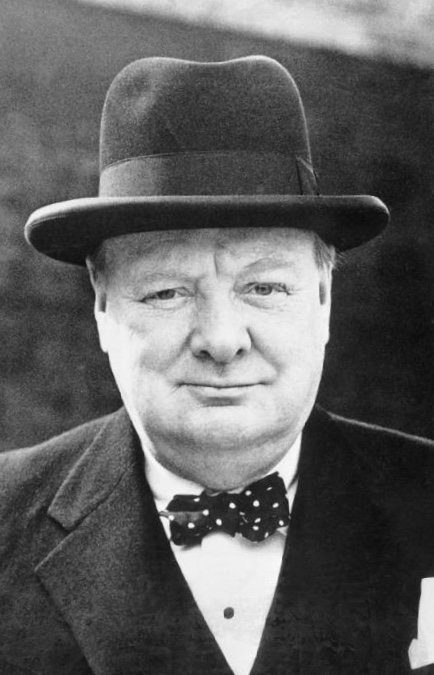
Winston Churchill en 1942.

### Paul-Henri Spaak

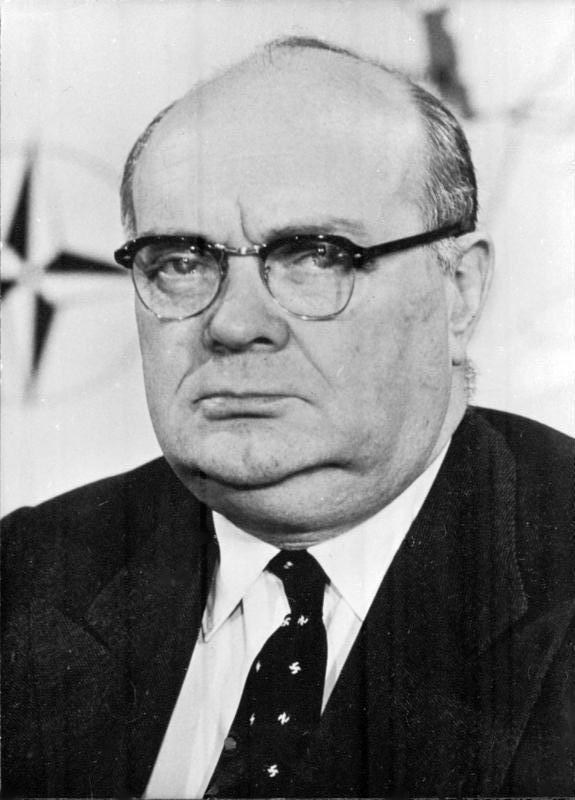
Paul-Henri Spaak en 1957.

## Padres fundadores

### Konrad Adenauer

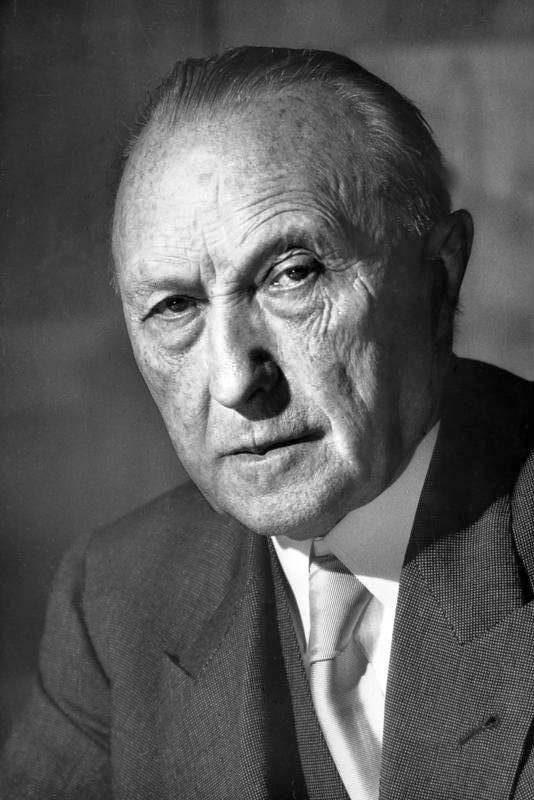
Konrad Adenauer en 1952.

Konrad Hermann Joseph Adenauer (Colonia, 5 de enero de 1876-Rhöndorf, 19 de abril de 1967) fue un político alemán, primer canciller de la Alemania Occidental y uno de los «padres fundadores de la Unión Europea» junto con Winston Churchill, Alcide de Gasperi, Walter Hallstein, Jean Monnet, Robert Schuman, Paul Henri Spaak y Altiero Spinelli, así llamado por su papel relevante en el surgimiento de las Comunidades Europeas. Además fue presidente del Consejo Parlamentario, el gremio que redactó la Ley Fundamental para la República Federal de Alemania.
El 15 de septiembre de 1949 fue elegido Bundeskanzler (canciller federal) por el Bundestag (el Parlamento Federal) y ocupó este cargo hasta el 15 de octubre de 1963.
Adenauer lideró a su país desde las ruinas de la Segunda Guerra Mundial hasta convertirse en una nación productiva y próspera que forjó fuertes relaciones con Francia, Reino Unido y los Estados Unidos. Durante sus años en el poder, Alemania Occidental consiguió la democracia, estabilidad, respeto internacional y prosperidad económica (el milagro económico alemán). Fue el primer líder del partido Unión Demócrata Cristiana, al cual llevó a convertirse en una de las fuerzas políticas más influyentes de su país. 

### Alcide de Gasperi
Alcide De Gasperi (Pieve Tesino, 3 de abril de 1881-Borgo Valsugana, 19 de agosto de 1954) fue un político italiano, a quien –junto con Konrad Adenauer, Robert Schuman y Jean Monnet– se le considera como «padre de Europa», pues contribuyó decisivamente en la creación de las Comunidades Europeas. Fue ministro de Asuntos Exteriores y presidente del Consejo de Ministros de Italia, así como fundador de Democracia Cristiana y último secretario del Partido Popular Italiano.

### Walter Hallstein

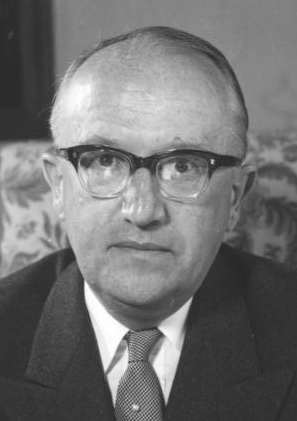
Walter Hallstein en 1957.

Walter Hallstein (Maguncia, 17 de noviembre de 1901 - Stuttgart, 29 de marzo de 1982) fue un político, jurista y diplomático alemán, miembro del Unión Demócrata Cristiana (CDU). Destaca por haber sido el primer presidente de la Comisión Europea, cargo que ocupó entre 1958 y 1967.

### Robert Schuman

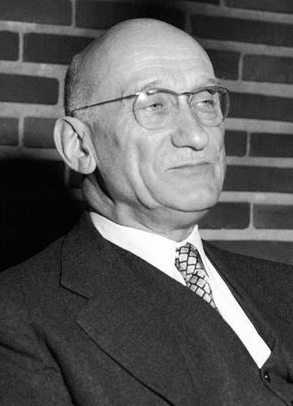
Robert Schuman en1953.

Jean-Baptiste Nicolas Robert Schuman, más conocido como Robert Schuman (Luxemburgo, 29 de junio de 1886-Scy-Chazelles, 4 de septiembre de 1963), fue un político francés de origen germano-luxemburgués. Es considerado como uno de los «padres de Europa» en referencia a su determinante participación en la creación de las Comunidades Europeas.
Como miembro fundador del Movimiento Republicano Popular (MRP), fue uno de los principales dirigentes de la Cuarta República Francesa, siendo ministro de Finanzas, presidente del Consejo de Francia, ministro de Asuntos Exteriores y ministro de Justicia. También ejerció como diputado de Mosela entre 1919 y 1962, con una pausa entre 1942 y 1946.
Su cargo como ministro de Asuntos Exteriores (1948-1952) lo llevó a ser el principal negociador francés de los tratados firmados entre el final de la Segunda Guerra Mundial y el principio de la Guerra Fría (Consejo de Europa, OTAN, CECA, etc.). Además, fue él quien propuso por primera vez, el 9 de mayo de 1950, un proyecto de integración europea, que daría lugar a la Comunidad Europea del Carbón y del Acero. Fue también el primer presidente de la Asamblea Parlamentaria Europea (1958-1960), precedente del actual Parlamento Europeo.

### Altiero Spinelli

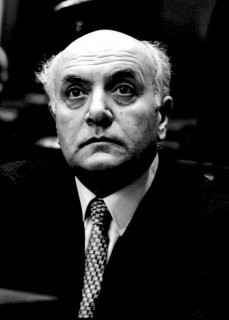
Altiero Spinelli en 1970.

Altiero Spinelli (31 de agosto de 1907-23 de mayo de 1986) fue un político italiano de ideología federalista europea, conocido por su defensa del proceso de integración europea acontecido en las décadas que siguieron a la Segunda Guerra Mundial, razón por la que es considerado uno de los «padres fundadores de la Unión Europea». Fue el principal responsable del «Plan Spinelli», una propuesta del Parlamento Europeo sobre un tratado para una Unión Europea federal. La propuesta, aprobada en 1984 en el Parlamento, fue fuente de inspiración para la consolidación de los Tratados de la UE en las décadas de 1980 y 1990.
Tras el fin de la Segunda Guerra Mundial en Europa, Spinelli fundó el Movimiento Federalista en Italia. En su función de consejero de personalidades como Alcide De Gasperi, Paul-Henri Spaak y Jean Monnet, contribuyó decisivamente a la unificación europea.